# На самом дну океана
На самом дну океана (енгл. The Deep End of the Ocean) је америчка драма из 1999. са Мишел Фајфер у улози жене чијег сина киднапују у гужви хотелског лобија. Девет година касније, тајанствени младић долази у породицу Кападора и представља се као њихов син и брат Сем.

## Улоге
| Глумац         | Улога                        |
| -------------- | ---------------------------- |
| Мишел Фајфер   | Бет Кападора                 |
| Трит Вилијамс  | Пет Кападора                 |
| Вупи Голдберг  | Кенди                        |
| Џонатан Џексон | Винсент Кападора (17 година) |
| Рајан Бериман  | Сем/Бен Кападора (12 година) |
| Алекса Вега    | Кери Кападора                |
| Бренда Стронг  | Елен                         |